# Grand Prix Júnior de Patinação Artística no Gelo de 2008–09
O Grand Prix Júnior de Patinação Artística no Gelo de 2008–09 foi a décima segunda temporada do Grand Prix ISU Júnior, uma série de competições de nível júnior de patinação artística no gelo disputada na temporada 2008–09. São distribuídas medalhas em quatro disciplinas, individual masculino e individual feminino, duplas e dança no gelo. Os patinadores ganham pontos com base na sua posição em cada evento e os oito primeiros de cada disciplina são qualificados para competir na final do Grand Prix Júnior, realizada em Goyang, Coreia do Sul.
A competição é organizada pela União Internacional de Patinação (em inglês:  International Skating Union), a série Grand Prix começou em 27 de agosto e continuaram até 14 dezembro de 2008.

## Calendário
| #     | Evento                                  | Localização                   | Data              | Notas                       | Ref   |
| ----- | --------------------------------------- | ----------------------------- | ----------------- | --------------------------- | ----- |
| 1     | Grand Prix Júnior de Courchevel de 2008 | Courchevel, França            | 27–30 de agosto   | Não houve disputa de duplas | [ 1 ] |
| 2     | Grand Prix Júnior de Merano de 2008     | Merano, Itália                | 3–7 de setembro   | Não houve disputa de duplas | [ 2 ] |
| 3     | Mexico Cup de 2008                      | Cidade do México, México      | 10–14 de setembro |                             | [ 3 ] |
| 4     | Czech Skate de 2008                     | Ostrava, República Tcheca     | 17–21 de setembro |                             | [ 4 ] |
| 5     | Madrid Cup de 2008                      | Madrid, Espanha               | 24–28 de setembro | Não houve disputa de duplas | [ 5 ] |
| 6     | Golden Lynx de 2008                     | Gomel, Bielorrússia           | 1–5 de outubro    |                             | [ 6 ] |
| 7     | Skate Safari de 2008                    | Cidade do Cabo, África do Sul | 8–12 de outubro   | Não houve disputa de duplas | [ 7 ] |
| 8     | John Curry Memorial de 2008             | Sheffield, Reino Unido        | 15–18 de outubro  |                             | [ 8 ] |
| Final | Final do Grand Prix Júnior de 2008–09   | Goyang, Coreia do Sul         | 10–14 de dezembro | Junto com a final sênior    | [ 9 ] |

## Medalhistas

### Grand Prix Júnior de Courchevel
| Evento                        | Ouro                                             | Prata                                | Bronze                                              |
| Individual masculino detalhes | Michal Březina · República Tcheca                | Armin Mahbanoozadeh · Estados Unidos | Florent Amodio · França                             |
| Individual feminino detalhes  | Kristine Musademba · Estados Unidos              | Becky Bereswill · Estados Unidos     | Diane Szmiett · Canadá                              |
| Dança no gelo detalhes        | Maia Shibutani · Alex Shibutani · Estados Unidos | Kharis Ralph · Asher Hill · Canadá   | Lucie Myslivečková · Matěj Novák · República Tcheca |

### Grand Prix Júnior de Merano
| Evento                        | Ouro                                           | Prata                                             | Bronze                                        |
| Individual masculino detalhes | Michal Březina · República Tcheca              | Curran Oi · Estados Unidos                        | Alexander Nikolaev · Rússia                   |
| Individual feminino detalhes  | Melissa Bulanhagui · Estados Unidos            | Rumi Suizu · Japão                                | Sarah Hecken · Alemanha                       |
| Dança no gelo detalhes        | Madison Chock · Greg Zuerlein · Estados Unidos | Ekaterina Riazanova · Jonathan Guerreiro · Rússia | Lorenza Alessandrini · Simone Vaturi · Itália |

### Mexico Cup
| Evento                        | Ouro                                                   | Prata                                               | Bronze                                          |
| Individual masculino detalhes | Richard Dornbush · Estados Unidos                      | Elladj Baldé · Canadá                               | Cheng Gongming · China                          |
| Individual feminino detalhes  | Amanda Dobbs · Estados Unidos                          | Alexe Gilles · Estados Unidos                       | Kwak Min-jeong · Coreia do Sul                  |
| Duplas detalhes               | Ksenia Krasilnikova · Konstantin Bezmaternikh · Rússia | Ekaterina Sheremetieva · Mikhail Kuznetsov · Rússia | Anastasia Martiusheva · Alexei Rogonov · Rússia |
| Dança no gelo detalhes        | Madison Hubbell · Keiffer Hubbell · Estados Unidos     | Kharis Ralph · Asher Hill · Canadá                  | Valeria Zenkova · Valerie Sinitsin · Rússia     |

### Czech Skate
| Evento                        | Ouro                                             | Prata                                       | Bronze                                        |
| Individual masculino detalhes | Alexander Johnson · Estados Unidos               | Ivan Bariev · Rússia                        | Akio Sasaki · Japão                           |
| Individual feminino detalhes  | Yukiko Fujisawa · Japão                          | Angela Maxwell · Estados Unidos             | Stefania Berton · Itália                      |
| Duplas detalhes               | Lubov Iliushechkina · Nodari Maisuradze · Rússia | Sabina Imaikina · Andrei Novoselov · Rússia | Ksenia Ozerova · Alexander Enbert · Rússia    |
| Dança no gelo detalhes        | Piper Gilles · Zachary Donohue · Estados Unidos  | Marina Antipova · Artem Kudashev · Rússia   | Karen Routhier · Eric Saucke-Lacelle · Canadá |

### Madrid Cup
| Evento                        | Ouro                                              | Prata                                            | Bronze                                           |
| Individual masculino detalhes | Armin Mahbanoozadeh · Estados Unidos              | Artur Gachinski · Rússia                         | Tatsuki Machida · Japão                          |
| Individual feminino detalhes  | Kristine Musademba · Estados Unidos               | Becky Bereswill · Estados Unidos                 | Kanako Murakami · Japão                          |
| Dança no gelo detalhes        | Ekaterina Riazanova · Jonathan Guerreiro · Rússia | Maia Shibutani · Alex Shibutani · Estados Unidos | Anastasia Vykhodtseva · Alexei Shumski · Ucrânia |

### Golden Lynx
| Evento                        | Ouro                                             | Prata                                        | Bronze                                  |
| Individual masculino detalhes | Denis Ten · Cazaquistão                          | Yang Chao · China                            | Cheng Gongming · China                  |
| Individual feminino detalhes  | Haruka Imai · Japão                              | Oksana Gozeva · Rússia                       | Kana Muramoto · Japão                   |
| Duplas detalhes               | Lubov Iliushechkina · Nodari Maisuradze · Rússia | Ksenia Ozerova · Alexander Enbert · Rússia   | Zhang Yue · Wang Lei · China            |
| Dança no gelo detalhes        | Alisa Agafonova · Dmitri Dun · Ucrânia           | Ekaterina Pushkash · Dmitri Kiselev · Rússia | Terra Findlay · Benoît Richaud · França |

### Skate Safari
| Evento                        | Ouro                                               | Prata                                           | Bronze                                   |
| Individual masculino detalhes | Richard Dornbush · Estados Unidos                  | Ivan Bariev · Rússia                            | Elladj Baldé · Canadá                    |
| Individual feminino detalhes  | Alexe Gilles · Estados Unidos                      | Diane Szmiett · Canadá                          | Amanda Dobbs · Estados Unidos            |
| Dança no gelo detalhes        | Madison Hubbell · Keiffer Hubbell · Estados Unidos | Piper Gilles · Zachary Donohue · Estados Unidos | Ksenia Monko · Kirill Khaliavin · Rússia |

### John Curry Memorial
| Evento                        | Ouro                                            | Prata                                       | Bronze                                        |
| Individual masculino detalhes | Florent Amodio · França                         | Keegan Messing · Estados Unidos             | Alexander Johnson · Estados Unidos            |
| Individual feminino detalhes  | Kanako Murakami · Japão                         | Yukiko Fujisawa · Japão                     | Angela Maxwell · Estados Unidos               |
| Duplas detalhes               | Anastasia Martiusheva · Alexei Rogonov · Rússia | Sabina Imaikina · Andrei Novoselov · Rússia | Narumi Takahashi · Mervin Tran · Japão        |
| Dança no gelo detalhes        | Madison Chock · Greg Zuerlein · Estados Unidos  | Alisa Agafonova · Dmitri Dun · Ucrânia      | Karen Routhier · Eric Saucke-Lacelle · Canadá |

### Final do Grand Prix Júnior
| Evento                        | Ouro                                             | Prata                                              | Bronze                                                 |
| Individual masculino detalhes | Florent Amodio · França                          | Armin Mahbanoozadeh · Estados Unidos               | Richard Dornbush · Estados Unidos                      |
| Individual feminino detalhes  | Becky Bereswill · Estados Unidos                 | Yukiko Fujisawa · Japão                            | Alexe Gilles · Estados Unidos                          |
| Duplas detalhes               | Lubov Iliushechkina · Nodari Maisuradze · Rússia | Zhang Yue · Wang Lei · China                       | Ksenia Krasilnikova · Konstantin Bezmaternikh · Rússia |
| Dança no gelo detalhes        | Madison Chock · Greg Zuerlein · Estados Unidos   | Madison Hubbell · Keiffer Hubbell · Estados Unidos | Ekaterina Riazanova · Jonathan Guerreiro · Rússia      |

## Classificação para a Final do Grand Prix Júnior
Cada patinador pontua dependendo da posição obtida, somando as duas melhores pontuações. Os oito melhores se classificam para disputa da final. A pontuação por eventos é a seguinte:
| Pos. | Pontos (Individuais/Dança) | Pontos (Duplas) |
| ---- | -------------------------- | --------------- |
| 1º   | 15                         | 15              |
| 2º   | 13                         | 13              |
| 3º   | 11                         | 11              |
| 4º   | 9                          | 9               |
| 5º   | 7                          | 7               |
| 6º   | 5                          | 5               |
| 7º   | 4                          | 4               |
| 8º   | 3                          | 3               |
| 9º   | 2                          | –               |
| 10º  | 1                          | –               |

### Classificados
|             | Masculino               | Feminino               | Duplas                                            | Dança no gelo                                |
| ----------- | ----------------------- | ---------------------- | ------------------------------------------------- | -------------------------------------------- |
| 1           | USA Richard Dornbush    | USA Kristine Musademba | RUS Lubov Iliushechkina / Nodari Maisuradze       | USA Madison Hubbell / Keiffer Hubbell        |
| 2           | CZE Michal Březina      | JPN Yukiko Fujisawa    | RUS Anastasia Martiusheva / Alexei Rogonov        | USA Madison Chock / Greg Zuerlein            |
| 3           | USA Armin Mahbanoozadeh | USA Alexe Gilles       | RUS Sabina Imaikina / Andrei Novoselov            | USA Maia Shibutani / Alex Shibutani          |
| 4           | USA Alexander Johnson   | JPN Kanako Murakami    | RUS Ksenia Krasilnikova / Konstantin Bezmaternikh | RUS Ekaterina Riazanova / Jonathan Guerreiro |
| 5           | FRA Florent Amodio      | USA Amanda Dobbs       | RUS Ksenia Ozerova / Alexander Enbert             | USA Piper Gilles / Zachary Donohue           |
| 6           | RUS Ivan Bariev         | USA Becky Bereswill    | JPN Narumi Takahashi / Mervin Tran                | UKR Alisa Agafonova / Dmitri Dun             |
| 7           | KAZ Denis Ten           | USA Angela Maxwell     | CHN Zhang Yue / Wang Lei                          | CAN Kharis Ralph / Asher Hill                |
| 8           | CAN Elladj Baldé        | CAN Diane Szmiett      | USA Marissa Castelli / Simon Shnapir              | RUS Ekaterina Pushkash / Dmitri Kiselev      |
| Substitutos |                         |                        |                                                   |                                              |
| 1º          | RUS Artur Gachinski     | ITA Stefania Berton    | RUS Ekaterina Sheremetieva / Mikhail Kuznetsov    | RUS Marina Antipova / Artem Kudashev         |
| 2º          | USA Keegan Messing      | GER Sarah Hecken       | CAN Paige Lawrence / Rudi Swiegers                | CAN Karen Routhier / Eric Saucke-Lacelle     |
| 3º          | CHN Cheng Gongming      | JPN Shoko Ishikawa     | SUI Anaïs Morand / Antoine Dorsaz                 | CZE Lucie Myslivečková / Matěj Novák         |